# Penstemon fruticiformis
Penstemon fruticiformis är en grobladsväxtart som beskrevs av Frederick Vernon Coville. Penstemon fruticiformis ingår i släktet penstemoner, och familjen grobladsväxter. Utöver nominatformen finns också underarten P. f. amargosae.